# Clavus isibopho
Clavus isibopho é uma espécie de gastrópode do gênero Clavus, pertencente a família Drilliidae.